# Provincia di Namur

Logo

La provincia di Namur (in francese province de Namur, in vallone province di Nameur, in olandese provincie Namen) è una provincia della Vallonia, una delle tre regioni del Belgio. Confina con le province belghe dell'Hainaut a ovest, del Brabante Vallone a nord, di Liegi a nord-est e del Lussemburgo a est e con la Francia (dipartimento delle Ardenne) a sud. Il suo capoluogo è Namur. Occupa una superficie di 3 666 km² ed è divisa in tre circondari amministrativi (arrondissement in francese) che contengono 38 comuni.

## Comuni
| Arrondissement di Dinant: - Anhée - Beauraing - Bièvre - Ciney - Dinant - Gedinne - Hamois - Hastière - Havelange - Houyet - Onhaye - Rochefort - Somme-Leuze - Vresse-sur-Semois - Yvoir | Arrondissement di Namur: - Andenne - Assesse - Éghezée - Fernelmont - Floreffe - Fosses-la-Ville - Gembloux - Gesves - Jemeppe-sur-Sambre - La Bruyère - Mettet - Namur - Ohey - Profondeville - Sambreville - Sombreffe | Arrondissement di Philippeville: - Cerfontaine - Couvin - Doische - Florennes - Philippeville - Viroinval - Walcourt |